# Tetraonyx humeralis
Tetraonyx humeralis es una especie de coleóptero de la familia Meloidae.

## Distribución geográfica
Habita en Brasil.